# Rozenkruisersgeheimschrift

Pigpen

Het rozenkruisersgeheimschrift, ook vrijmetselaarsalfabet of maçonniek kwadraatschrift, is een monoalfabetische substitutieversleuteling, waarbij de letters van de klare tekst door middel van eenvoudig te onthouden diagrammen kunnen worden versleuteld. Het is dus een handcijfer. De methode, die ook onder de minder lovende naam varkenshokversleuteling, pigpen, bekend is, wordt in het algemeen aan de rozenkruisers toegeschreven. Dit geheim genootschap van wijsgerigen zou het gebruikt hebben om zijn geheimen mee te bewaren. Het cijfer, de versleutelings-methode, is eeuwen lang in gebruik geweest.
De oudst bekende variant is van Agrippa von Nettesheim die de methode in zijn De occulta philosophia uit 1533 heeft beschreven. Dit werk werd in 1586 door Blaise de Vigenère gebruikt in zijn traktaat aangaande geheimschrift. Er zijn vele varianten mogelijk, maar een geoefend cryptoanalist zal er doorgaans geen moeite mee hebben het te ontcijferen.

## Voorbeelden
Met behulp van de voorbeeldsleutel, de gegeven diagram, kan de tekst "X marks the spot" als volgt in versleutelde tekst worden weergegeven:
De tempeliers zouden gebruik hebben gemaakt van een versleuteling gebaseerd op het Maltezer kruis
ADFGX · Autoclave · Atbash · Baconalfabet · Bifid · Caesarcijfer · Dubbele transpositie · One-time pad · Paardensprongcijfer · Playfair · Polybiusvierkant · Rozenkruisersgeheimschrift · Scytale · Straddling checkerboard · Substitutie · Transpositie · Trifid · Vigenère
Vrijmetselarij · Beginselen · Geschiedenis · Symbolen · Vrijmetselaarsloge · Ordegrondwet · Obediëntie · Regulariteit en irregulariteit · Ritus · Graden · Grootmeester · Gemengde vrijmetselarij · Para-vrijmetselarij · Antivrijmetselarij · Vrijmetselarij in Nederland · Vrijmetselarij in België · Internationale vrijmetselarij
>>> Meer info op Portaal:Vrijmetselarij <<<